# Zealaranea trinotata
Zealaranea trinotata is een spinnensoort in de taxonomische indeling van de wielwebspinnen (Araneidae).
Het dier behoort tot het geslacht Zealaranea. De wetenschappelijke naam van de soort werd voor het eerst geldig gepubliceerd in 1890 door Arthur T. Urquhart..